# Drive Angry
Drive Angry, titulada en castellano Furia ciega en España e Infierno al volante en Hispanoamérica, es una película de acción estrenada el 25 de febrero de 2011 en Estados Unidos, el 3 de marzo del mismo año en Argentina y el 8 de abril del mismo año en España. Protagonizada por Nicolas Cage y Amber Heard. Dirigida y escrita por Patrick Lussier. También trasmitida en formato 3D.

## Argumento
La historia comienza con un grupo de individuos que huyen en auto a toda velocidad de un hombre llamado Milton (Nicolas Cage), quien tras hacerlos estrellarse los asesina de forma sistemática. Antes de matar al último sobreviviente logra hacerle confesar que la persona a quien busca se encuentra en un lugar llamado Stillwater.
En un restaurante de carretera Milton se entera de que Stillwater es una prisión abandonada de Luisiana cuando nota que una guapa pero ruda camarera llamada Piper (Amber Heard) conduce un Dodge Charger 440 del '69. Piper celebra que la noche anterior por fin logró que su novio decidiera casarse con ella. Cuando se mete en problemas con su jefe por haber regalado comida a una familia sin dinero, éste intenta acosarla y ella renuncia. Mientras se marcha, Milton la ayuda con una avería a cambio de llevarlo parte del camino. Poco después, un misterioso hombre de traje negro que se hace llamar "El Contador" (William Fichtner) aparece en el restaurante rastreando a Milton.
Una vez en su casa, Piper descubre a su prometido Frank teniendo sexo con una de sus amigas, discuten y éste la golpea cuando planea abandonarlo y llevarse el Dodge, que considera suyo a pesar de ser propiedad de Piper. Milton, quien estaba cerca revisando una extraña arma que escondía en su equipaje, sale en su ayuda, propina una golpiza a Frank, toma el auto y se lleva a Piper rumbo a Oklahoma. 
Esa noche, mientras paran en un local a pasar la noche, Piper nota cosas peculiares sobre Milton: quienes lo conocen se sienten aterrados de su presencia, además de dar por hecho que había muerto y que las identificaciones que lleva son tan viejas que usan formatos obsoletos. Mientras, el Contador llega a casa de Frank y tras torturarlo para obtener toda la información que necesita lo asesina, demostrando poseer habilidades sobrehumanas; cuando se encuentra con la policía demuestra poderes mágicos con los que crea una identidad como agente del FBI y logra que cooperen en la búsqueda de Milton al tentarlos con beneficios a cambio que disparen a matar.
Esa noche en el motel, mientras sostiene relaciones con una camarera, Milton es emboscado por un grupo liderado por un hombre con una cicatriz en su rostro llamado Jonah King (Billy Burke), pero los asesina sin dificultad y, a pesar de que mientras huye uno de los policías que acompaña al Contador le dispara en el abdomen, esto no parece significarle algún inconveniente. Al ver que muchos de sus hombres han muerto, King y los demás seguidores escapan, con Milton y Piper persiguiéndolos.
El Contador aparece en una patrulla e inicia una persecución por carretera que solo acaba cuando Milton le dispara con la extraña arma que lleva consigo y que parece poseer poderes mágicos. Según explica a Piper, es lo único que puede lastimar a gente como el Contador y, aunque no consigue darle, logra hacerlo caer desde un puente. Poco después este sale ileso desde los restos del auto, exceptuando el corte producido por el roce de la bala, para continuar siguiendo a Milton.
Cuando Piper exige explicaciones, Milton revela que King asesinó a su hija y secuestró a su nieta recién nacida, por lo cual ha regresado para salvarla; según relata Milton, su hija se unió a una comunidad dirigida por King para posteriormente descubrir que se trataba de una secta satánica que planea usar magia negra para iniciar el fin del mundo. Dos años después de unirse logró huir tras atacar a King y desfigurar su rostro. Tiempo después King la encontró y la asesinó junto a su esposo, y se llevó a su hija recién nacida sin que Milton pudiera hacer algo ya que se encontraba encerrado desde hacía años. 
Milton y Piper llegan a una iglesia pero son emboscados. Allí, Milton revela frente a todos secretos de Kinɡ que no debería poder saber, como que su hija no solo lo desfiguró sino también lo castró, por lo que King le dispara a la cabeza y secuestra a Piper. Milton, sin embargo, se despierta de nuevo y acaba con los hombres restantes en la iglesia para después perseguirlo, Piper escapa y se reúne con Milton, pero King logra huir tras dañar el motor del Dodge. El Contador, mientras tanto, llega a la iglesia e interroga a los moribundos, enterándose de cuál es el plan de King.
Milton contacta a Webster (David Morse), su mejor amigo, quien le revela a Piper que Milton lleva muerto muchos años. En vida Milton fue un peligroso criminal y Webster su mejor amigo y socio; para él lo único valioso y sagrado en el mundo era su hija, por ello decidió abandonarla en su adolescencia para mantenerla segura del peligroso mundo en que vivía. Tiempo después ambos se involucraron con gente muy peligrosa y Milton los enfrentó, sin decirle nada a Webster para que ambos pudieran salir de la mala vida. Como consecuencia él falleció pero Webster se vio libre para vivir honestamente. Según les relata Milton a ambos, la cárcel a la que se refería anteriormente era el infierno y su condena consistió no solo en ser torturado sino en ver todo el sufrimiento en tiempo real de sus seres queridos sin ser capaz de ayudarlos. Por ello, al ver que su hija y yerno fueron asesinados y su nieta recién nacida secuestrada, escapó del infierno para vengarse y salvarla.
Webster les proporciona un auto nuevo y muestra su deseo de acompañarlos ya que siente que falló a su amigo desde que no lo acompañó el día que murió, sin embargo Milton le prohíbe ir y le pide algo en secreto. King, anónimamente, culpa ante la policía a Milton como el culpable de la masacre del motel y señala en qué carretera podrán encontrarlo. La policía corta la carretera con demasiadas patrullas como para enfrentarlos, el Contador aparece manejando un camión que usa como ariete para abrir paso a Milton. Tras esto, en su papel de federal, revela a la policía que uno de sus agentes es seguidor e informante de King y lo obliga a hacerle creer que Milton murió.
Esa noche, Milton y Piper llegan a Stillwater y mientras vigilan son encarados por el Contador, quien les revela que el plan de King consiste en una ceremonia donde sacrificará a la bebé para liberar el infierno en la Tierra y causar el Armagedón. También dice a Piper que, al huir del infierno, Milton robó la extraña arma que lleva consigo, llamada el "Matadioses", y tres de sus balas; como su nombre lo indica tiene el poder de destruir seres espirituales y en el caso de los humanos destruir también su alma. Finalmente le explica que la creencia popular sobre el infierno es errónea; Lucifer no es el cruel gobernante de un reino de maldad, sino un estricto y tranquilo sujeto que cumple el rol de alcaide en la cárcel donde van las almas de los pecadores, por lo que lejos de las expectativas de King, que alguien deje escapar a sus cautivos esta fuera de discusión para él, especialmente si para hacerlo debe asesinar niños.
Según el Contador, que realmente es un demonio, los ayuda porque desde que se enteró de los planes de King comprendió que los intereses de ambos coinciden, así permite a Milton enfrentar a la secta y entrega el Matadioses a Piper para que lo apoye cuando necesite ayuda. Aunque Milton logra diezmar la secta atropellándolos y acribillándolos, King hace explotar su auto dejándolo gravemente herido y a merced de sus enemigos. Piper les dispara con el Matadioses pero falla el tiro, aunque da a Milton la oportunidad de disparar la última bala para destruir a King.
Milton, moribundo, se despide de Piper y le pide que críe a su nieta como si fuera su madre, explicándole que Webster ha prometido ayudarlas y protegerlas. La muchacha jura que se encargará de criarla tras lo cual el cuerpo de Milton y El Contador desaparecen. Después que Piper y Webster se retiran, se revela no solo que el Contador no se ha ido, sino que Milton está ileso, ya que nunca estuvo vivo y no puede ser lastimado; todo se trataba de una forma de despedirse sin que protestaran porque regresaba al infierno. Milton le advierte al Contador que está dispuesto a volver pero que si lo torturan nuevamente escapará, a lo que el demonio responde que cuenta con que así será, tras esto invoca un automóvil que abre un portal por donde regresan juntos al infierno.

## Reparto
- Nicolas Cage como Milton.
- Amber Heard como Piper.

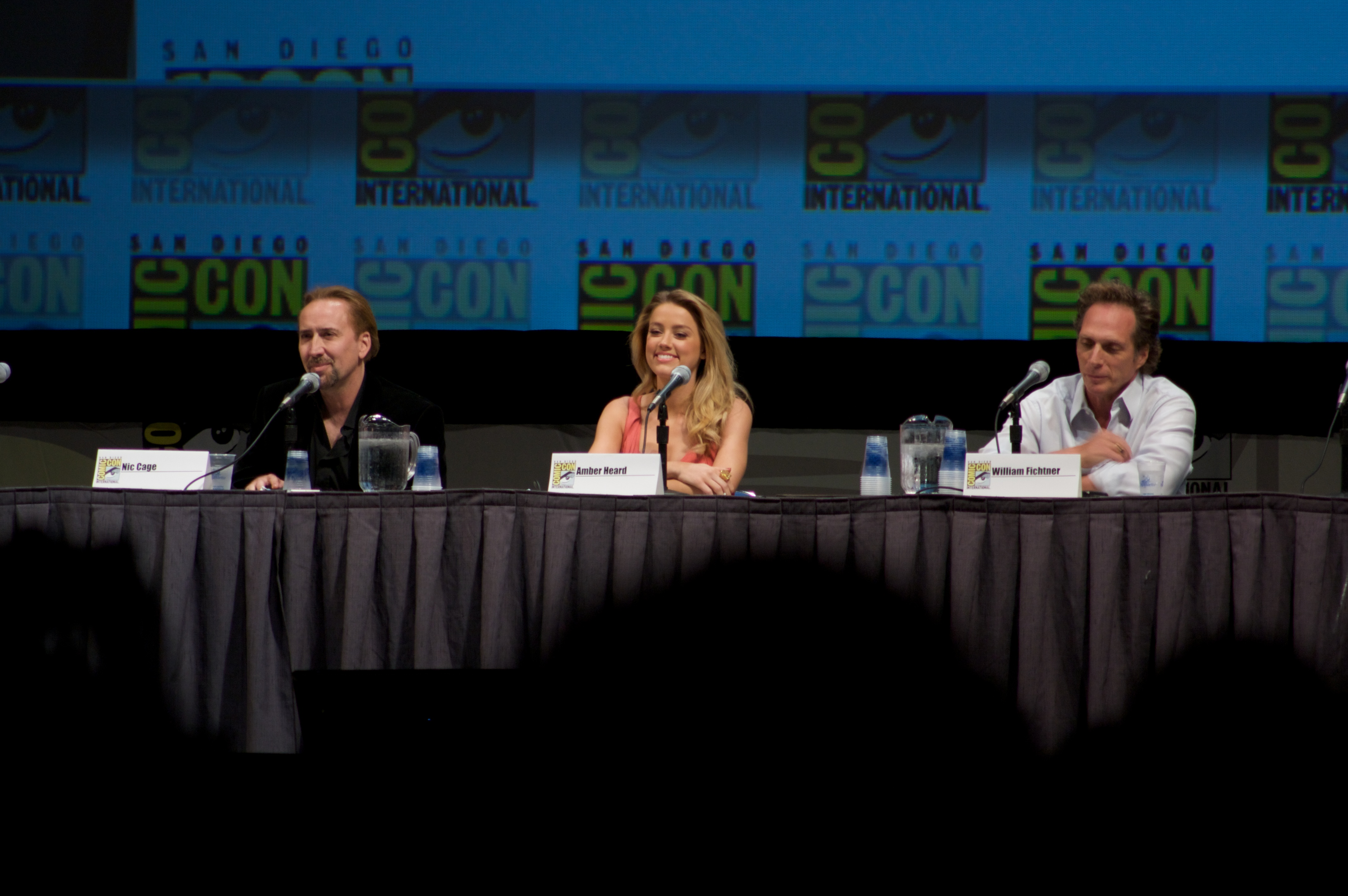
Nicolas Cage, Amber Heard y William Fichtner en la presentación de la película en la convención de Comic-Con de 2010.

- William Fichtner como El Contador.
- Billy Burke como Jonah King.
- David Morse como Webster.
- Todd Farmer como Frank.
- Christa Campbell como Mona.
- Charlotte Ross como Candy.
- Tom Atkins como Cap.
- Jack McGee como Fat Lou.
- Katy Mixon como Norma Jean.
- Wanetah Walmsley como Madre indígena.
- Robin McGee como El hombre del celular.
- Fabian C. Moreno como El chico latino
- Edrick Browne como El novato

## Producción
Se rodó entre el mes de marzo y el 15 de mayo de 2010 en diversas localizaciones de Estados Unidos. Se rodó íntegramente en el estado de Louisiana, en localidades como Shreveport, Minden o Plain Dealing. Los tres coches conducidos por Nicolas Cage en la película son un Buick Riviera de 1964, un Dodge Charger de 1969 y Chevrolet Chevelle de 1971. Nicolas Cage describió el argumento en la convención Comic-Con de 2010.

## Recepción

### Respuesta crítica
Según la página de Internet Rotten Tomatoes obtuvo un 47% de comentarios positivos, llegando a la siguiente conclusión: «Se puede presentar la película por encima de la media de las escenas de acción, pero Drive Angry 3D prefiere seguir la fórmula de Grindhouse que hacer algo realmente único». Roger Ebert señaló que es «un ejercicio de deliberada vulgaridad, burdo exceso y pornografía de la violencia [...] La ambición de Drive Angry 3D es hacer un grindhouse de serie B tan excesivamente increíble que incluso Quentin Tarantino debería mandarles flores [...]». Rolling Stone publicó: «Admítelo. Secretamente te mueres por ver a Nicolas Cage y su alocada conducción en 3-D y una hilarante peluca mientras destroza algún diálogo estúpido hasta el punto de lo incomprensible. Gracias por su amabilidad, señor Cage [...]». Según la página de Internet Metacritic obtuvo críticas mixtas, con un 44%, basado en 21 comentarios de los cuales 4 son positivos.

### Taquilla
Estrenada en 2.290 cines estadounidenses debutó en novena posición con 5 millones de dólares, con una media por sala de 2.265 dólares, por delante de True Grit y por detrás de El discurso del rey. Recaudó en Estados Unidos 10 millones. Sumando las recaudaciones internacionales la cifra asciende a 28 millones. El presupuesto estimado invertido en la producción es de 50 millones. Es la peor recaudación en el primer fin de semana de estreno para una película lanzada en formato 3D.

## Nominaciones
| Año  | Categoría                            | Premio                                         | Candidato                                                | Resultado |
| ---- | ------------------------------------ | ---------------------------------------------- | -------------------------------------------------------- | --------- |
| 2011 | Director para ver                    | Festival Internacional de Cine de Palm Springs | Patrick Lussier                                          | Ganador   |
| 2012 | Mejor película de estreno            | Fangoria Chainsaw Awards                       | Drive Angry                                              | Nominado  |
| 2012 | Mejor actor de reparto               | Fangoria Chainsaw Awards                       | William Fichtner                                         | Nominado  |
| 2012 | Peor pareja                          | Premios Razzie                                 | Nicolas Cage y cualquiera con quien haya actuado en 2011 | Nominado  |
| 2012 | Peor actor                           | Premios Razzie                                 | Nicolas Cage                                             | Nominado  |
| 2012 | Mejor acrobacia de un doble femenino | Taurus World Stunt Awards                      | Kimberly Shannon Murphy Shauna Duggins April Littlejohn  | Nominado  |
| 2012 | Mejor doble                          | Taurus World Stunt Awards                      | Kimberly Shannon Murphy Shauna Duggins April Littlejohn  | Nominado  |